# YouTubeクリエイターアワード
YouTubeクリエイターアワード（英: YouTube Creator Awards）は、YouTubeのチャンネル運営者（YouTuberなど）を対象とした表彰であり、動画の制作に情熱を注ぐ者を讃えるため、チャンネル登録者数が一定基準（公式が設定しているマイルストーン）に達した者に公式から授与されるものである。
英語では"YouTube Play Buttons"ともいうが、日本語では一般化していない。また、YouTubeはホラーや過激な政治コンテンツのチャンネルに対して、クリエイター賞の配布を拒否する権利をもつ。

## 賞
確認済みのYouTubeチャンネルが特定の達成目標に到達し、YouTubeクリエイターアワードの対象となると、YouTubeの再生ボタンの形をしたトロフィーが授与される。トロフィーのサイズは、賞のレベルが上がるとともに大きくなる。シルバーとゴールドはVidcon 2012で導入され、ダイヤモンドはVidcon 2015で導入された。
受賞資格はYouTube独自の裁量によって決定され、ルールに則って活動しているクリエイターのみが審査の対象となる。表彰前の審査においては、著作権侵害の警告、コミュニティガイドライン違反、チャンネル登録者数の水増しなどがなく、アカウントが良好な状態に保たれているクリエイターのみが表彰される。YouTubeクリエイターアワードは、登録者数に基づいて制定されるが、TechCrunchは「登録者数はボットによって操作できてしまう」と批判している。 

### シルバー クリエイターアワード
シルバー クリエイターアワード（英: Silver Creator Award）は、チャンネル登録者数が10万人に達成すると発行される。古いバージョンは、ニッケルでメッキされた白銅合金でできていた。新しいバージョン（2017年3月1日時点）は、92%のニッケル、5%の炭素、2.5%の亜鉛、さらにその他の物質が0.5%含まれる。2018年3月時点のシルバー再生ボタンの外観は、ウィンドウボックス内に収納され前面ガラスペインにチャンネルの名前が印字され、チャンネル名がエンボス加工された、すっきりとしたデザインの金属製の賞に更新された。このレベルのチャンネルは、デジタルの確認バッジを申請することもできる。日本では主に「銀の盾」と呼ばれる。

### ゴールド クリエイターアワード
ゴールド クリエイターアワード（英: Gold Creator Award）は、チャンネル登録者数が100万人に達すると発行される。 金メッキ真鍮製。2018年3月時点のゴールド再生ボタンの外観は、シルバークリエイターアワードと同じく、ウィンドウボックス内に収納され前面ガラスペインにチャンネルの名前が印刷され、チャンネル名がエンボス加工された、すっきりとしたデザインの金属製の賞に更新された。日本では主に「金の盾」と呼ばれる。

### ダイヤモンド クリエイターアワード
ダイヤモンド クリエイターアワード（英: Diamond Creator Award）は、チャンネル登録者数が1,000万人に達すると発行される。銀メッキの金属がはめ込まれており、再生ボタンの三角形の形をした無色の大きな結晶が入っている。2024年3月23日の時点で、この賞が授与されたチャンネルは995件ある。日本では、キッズライン、HIKAKIN TV、せんももあいしーチャンネル、じゅんや、はじめしゃちょー、きまぐれクックなどの僅かなチャンネルが受賞している。日本では主に「ダイヤモンドの盾」と呼ばれる。

### カスタム クリエイターアワード
カスタム クリエイターアワード（英: Custom Creator Award）は、チャンネル登録者数が5,000万人に達すると発行される。クリエイターアワードのページには記載されていない。2022年2月25日の時点で、32チャンネルがこのレベルに達している。2016年12月18日にPewDiePieが最初に受賞した。彼はトロフィーを「ルビー再生ボタン」と呼んだ。その再生ボタンは彼のチャンネルのロゴの形で作られ、英字「P」に似せるように作られた。
2番目に受賞したT-Seriesは、2018年9月11日にトロフィーを受け取った。賞には、バブルグラムによって英字「T」が刻印された。T-Seriesは、PewDiePieのルビー色のトロフィーとは対照的に、無色のトロフィーを受賞している。他に、BLACKPINKが2020年10月4日に達成した際のトロフィーは、ピンクのベースに黒の再生ボタン、MrBeastの場合は水色の虎の形状をしたトロフィーになっている。

### レッドダイヤモンド クリエイターアワード
レッドダイヤモンド クリエイターアワード（英: Red Diamond Creator Award）は、チャンネル登録者数が1億人に達すると発行される。大きな濃い赤のクリスタルが付いた再生ボタンの三角形が特徴。クリエイターアワードのページには記載されていない。
2022年7月現在、この賞を受賞しているチャンネルはT-Series（2019年5月29日）、PewDiePie（2019年8月25日）、SET India（2020年12月）、Cocomelon - Nursery Rhymes（2021年3月）、MrBeast（2022年7月）の5つのみである。

## 特典
グラファイト（英: Graphite）は、チャンネル登録者数が1人に達すると発行される。さらにチャンネル登録者数が100人に達すると、クリエイターは文字列がランダムだったチャンネルのURLをyoutube.com/channel/（英単語による任意の文字列）に変更することができるようになる。

 オパール（英: Opal）は、チャンネル登録者数が1,000人に達すると発行される。 収益化のためにYouTubeパートナープログラムに適用される条件は、オパールを授与されること、過去12か月間の視聴者の総再生時間の合計が最低4,000時間であること、適格性を判断するためにチャンネルのコンテンツをレビューで判断することの3つである。収益化が可能になるとスーパーチャットを有効にでき、ゲームのチャンネルでもチャンネルメンバーシップを有効にできる。

 ブロンズ（英: Bronze）は、チャンネル登録者数が10,000人に達すると発行される。チャンネルが収益化されている場合、このレベルではTeespringの収益化オプションが追加される。